# Raibu Katayama
Raibu Katayama (片山 來夢?, Katayama Raibu; Yaizu, 4 maggio 1995) è uno snowboarder giapponese.

## Biografia
In Coppa del Mondo di snowboard ha esordito il 6 dicembre 2014 a Copper Mountain (23º) e ha ottenuto la prima vittoria, nonché primo podio, il 30 agosto 2015 a Cardrona.

## Palmarès

### Coppa del Mondo
- Miglior piazzamento in classifica generale freestyle: 7° nel 2016 e nel 2018
- Miglior piazzamento nella Coppa del Mondo di halfpipe: 2° nel 2016
- 4 podi:
  - 1 vittoria
  - 2 secondi posti
  - 1 terzo posto

#### Coppa del Mondo - vittorie
| Data           | Luogo    | Paese         | Disciplina |
| -------------- | -------- | ------------- | ---------- |
| 30 agosto 2015 | Cardrona | Nuova Zelanda | HP         |

Legenda:

HP = Halfpipe